# 建宁街道 (曲靖市)
建宁街道，是中华人民共和国云南省曲靖市麒麟区下辖的一个乡镇级行政单位。

## 行政区划
建宁街道下辖以下地区：
古城社区、平安社区、瑞和社区和麻黄社区。